# ساوینسکایا (شهرستان وینوگرادوفسکی، استان آرخانگلسک)
ساوینسکایا (به لاتین: Savinskaya) یک منطقهٔ مسکونی در روسیه است که در استان آرخانگلسک واقع شده‌است.